# Коппергейтский шлем

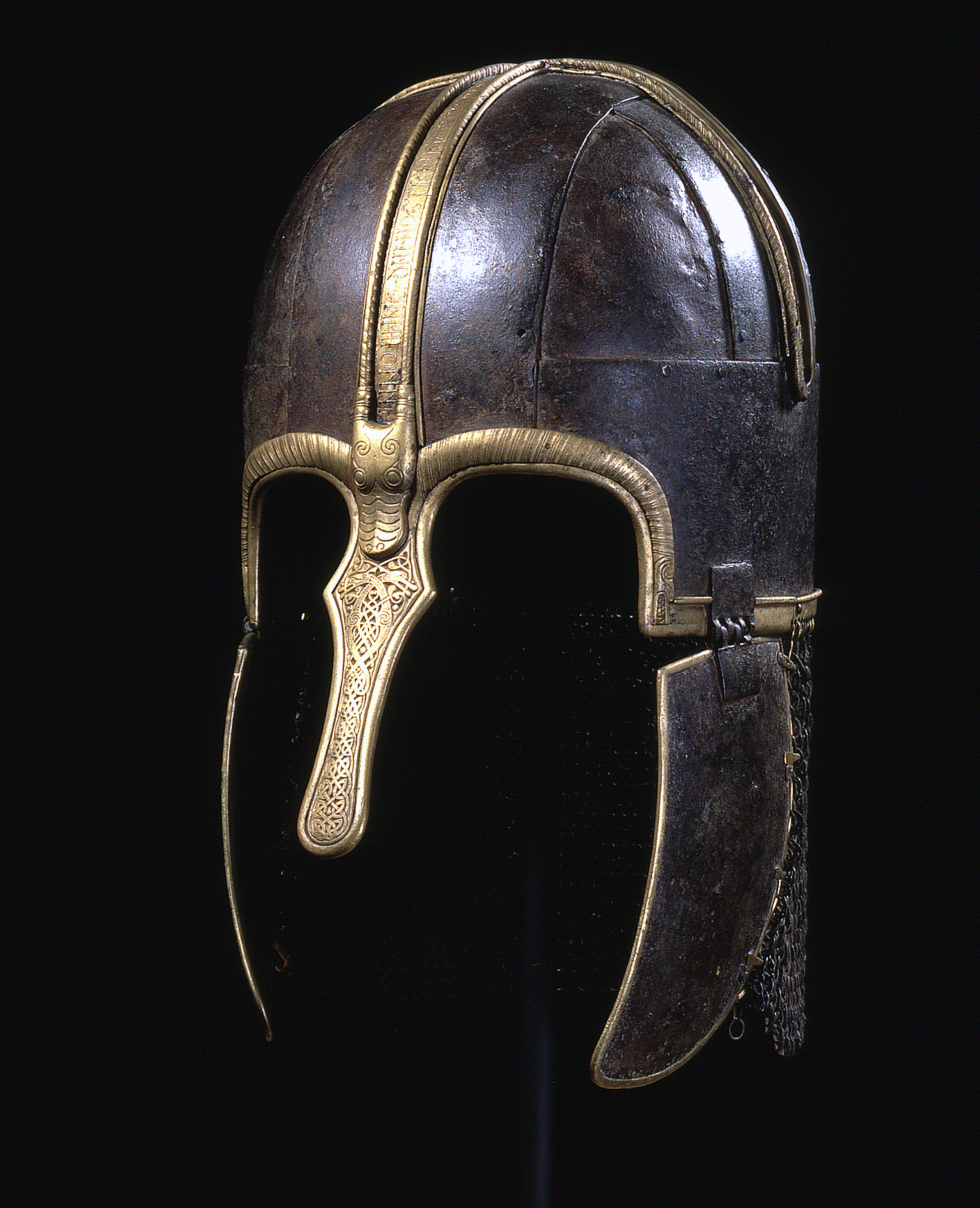
Коппергейтский шлем

Коппергейтский шлем (англ. Coppergate helmet, также известен как йоркский шлем) — англосаксонский шлем, относящийся к VIII в., найденный в Йорке. Шлем уникален своей сохранностью. Наряду со шлемами из Бенти Грендж, шорвелльским (англ.), «пионерским» шлемом (англ.), шлемом из Саттон-Ху и стаффордширским шлемом (англ.) этот шлем является одним из шести сохранившихся шлемов англосаксонской эпохи, известных в настоящее время.
Подобно многим другим шлемам, найденных в раннесредневековых германских областях Западной и Северной Европы, Коппергейтский шлем по своей конструкции восходит к позднеримским шлемам с продольным гребнем. Шлем имеет округлую сферическую основу, а железные детали соединены вместе при помощи заклёпок. Два продолговатых нащёчника приделаны при помощи шарниров. Кольчужный воротник (бармица) присоединён к нижней кромке шлема позади нащёчников для защиты шеи. Увеличенного размера наносник обеспечивал защиту лица. Отличительной особенностью бармицы является применение кузнечной сварки при соединении звеньев, а не более распространённой клёпки. Шлем богато украшен латунными декоративными элементами. По данным химического анализа, шлем сделан из железа, а детали из латуни содержат приблизительно 85 % меди. Конструкция каркаса практически идентична конструкции «пионерского» шлема. Шлем напоминает шлемы нортумбрийских всадников, изображённых на оставленных пиктами изображениях, вырезанных на камнях в Аберлемно (англ.), которые предположительно изображают битву при Нехтансмере.